# Cantão
Um cantão é um tipo de divisão administrativa de um país. Pode também designar uma divisão geopolítica utilizada em alguns países, como a Suíça e o Luxemburgo.

## Etimologia
A palavra "cantão" vem do francês canton, que por sua vez provém do antigo provençal canto, 'canto ou ângulo',  a partir do latim canthus, por sua vez proveniente do grego 'kanthós'  ou do celto-germânico cant. A acepção de 'porção de território', foi introduzida pelo italiano, cantone.
Em geral, cantões são relativamente pequenos em termos de área e população, quando comparados a outras divisões administrativas, tais como condados, departamentos ou províncias. Internacionalmente, os mais conhecidos cantões, e os mais importantes politicamente, são os da Suíça. Como integrantes da Confederação Suíça, teoricamente (e historicamente) os cantões suíços são Estados soberanos.

## Cantões em países específicos
Cantões existem (ou existiram) nos seguintes países:
- Cantões da Bélgica.
- Cantões da Bolívia.
- Cantões da Bósnia e Herzegovina: uma subdivisão da Federação da Bósnia e Herzegovina.
- Canadá: Francês canadense equivalente à palavra em Inglês "township", uma vez que a tradução municipalité já está sendo usada para um outro nível de governo (ver township).
  - Cantões da Quebec.
- Cantões da Costa Rica: subdivisões abaixo das províncias da Costa Rica.
- Cantões do Equador: subdivisões abaixo das províncias do Equador.
- Cantões de El Salvador: divisões de um município fora o mais urbano caserios, que fazem fronteira com a vila ou cidade. Cantones pode ser pensado como a zonas mais rurais de uma cidade ou vila, geralmente distante da população urbana real.
- Cantões da França: uma subdivisão de arrondissements e departamentos, agrupamento de várias comunas.
- Cantões de Luxemburgo: uma subdivisão dos distritos de Luxemburgo.
- Cantões da Suíça: cada um dos semi-soberanos estados na Suíça.
- Subdivisões de vingtaines na Jersey.
- Distrito Judicial nos Países Baixos.[carece de fontes?]

### Cantões de estados extintos
- Cantões da União Soviética, subdivisões das várias regiões autónomas da União Soviética antes de 1941.
- Cantão de Cartagena: em 1873, revolucionários tomaram a cidade de Cartagena (Espanha), um porto da Marinha espanhola, e declararam a cidade independente da Espanha. O cantão de Cartagena se manteve por  seis meses, entre 1873 e 1874, durante a chamada Revolução cantonal.

## Características dos cantões nos diferentes países
- Na Bélgica,
  - um cantão eleitoral agrupa várias comunas dependendo de uma mesma central principal de cantão, sendo a menor unidade eleitora utilizadas pelos resultados oficiais. Vários cantões foram um arrondissement.
  - um cantão judiciário agrupa várias comunas, não necessariamente as mesmas do cantão eleitoral, que dependem todas de um mesmo juiz de paz. Vários cantões formam também um arrondissement.
- Na Bolívia, um cantão é uma divisão de seus municípios.
- Na Bósnia e Herzegovina é uma divisão administrativa.
- No Canadá, um cantão, ou (township), é uma divisão cadastral de 10 milhas por 10 milhas (100 milhas quadradas), que originalmente constituía o cadastro em vista da colonização do território.
  - no Quebec e em Ontário, um cantão é a base para as municipalidades de cantão e dos cantões, apesar de uma municipalidade não precisar necessariamente seguir os limites dos cantões cadastrais.
- Na Costa Rica é a divisão administrativa de uma província.
- No Equador é a subdivisão de suas províncias.
- Na França é uma divisão administrativa e uma circunscrição eleitoral.
- No Luxemburgo é uma divisão administrativa.
- Na Suíça, os Cantões da Suíça são estados da confederação.